# 攸哈剌拔都
攸哈剌拔都（？—1227年），渤海人，蒙古帝国将领，原名兴哥。
攸兴哥世为农家，善于射箭，以威势主断乡里。金朝末年，逃到大宁。蒙古兵至，出来保卫高州富庶寨，靠射猎以食。多次掠夺蒙古大营牲畜，又射死追兵。国王木华黎率兵攻寨，寨破，攸兴哥逃奔高州。蒙古兵围城，下令说：“能斩攸兴哥的首级来降，则城中居民都能获生。”守城的人召见他说：“你是奇男子，我怎能忍心斩你首级献出，你去投降吧，不然，我们一城生灵，没有活口了。”攸兴哥于是折箭出降。蒙古诸将大怒，想要杀他，木华黎说：“壮士，留他为我所用。”于是隶于麾下。跟随木华黎攻通州，献计，一夜造炮三十、云梯数十，运到城墙附近，州将害怕，献出宝货投降。木华黎命攸兴哥随意拿，攸兴哥只取良马三匹，以赏兵士。木华黎把他的功劳告诉成吉思汗，赐名哈剌拔都。跟随木华黎攻略燕南，为先锋，至大名，金朝将领徒单登城督战，哈剌拔都射中他的左目，其部将开门南奔，于是追杀金兵将尽。论功，哈剌拔都被赐金符，充任随营监察。1218年，授金虎符、龙虎卫上将军、河东北路兵马都元帅，镇太原。
当时太原刚被攻下，哈剌拔都修缮城池、兵甲，招降属县，市场照样经营，远近得知，都相率来归附。他微服夜出，听说百姓们说：“我们父母子女相失散，死者不可复生，生者没办法赎回，怎么办！”第二天，下令军中，凡是被俘获的有百姓亲属听任赎回，没钱的官府赎回，百姓得以完聚很多。1220年二月，金朝梁知府立西风寨，夺居民耕牛，百姓成群诉说，哈剌拔都率领数骑，追杀梁知府，枭首西门，驱赶耕牛返回。木华黎由葭州渡黄河西进，哈剌拔都迎接，途中攻破隰州及悬窑、地洞诸寨。1221年三月，金兵攻下寿阳县王胡庄，垂破，当时左右裨将各分兵守险，城中士兵不满百人，哈剌拔都夜半率领带甲骑兵十余人相救。途经三交，见金兵在东、西两山举烽火，哈剌拔都疾奔迎战。天色将明，金兵逃去，乘虚捣太原，从西门进城，俘获哈剌拔都家属。哈剌拔都听说，过西山，夺回家属。五月，金朝赵权府率兵三万围太原，哈剌拔都率领三十骑兵，出西门，令骑兵拖着柴草扬尘，声言：“大蒙古国大兵三万到了。”金兵害怕，溃去。1223年，金将马武京来攻太谷县桑梓寨，哈剌拔都在险地设伏，率领轻骑冲阵，发伏兵，大败金军。当时太原诸县都被蒙古占领，只有石家昂及盂州陵井寨、忻州清泉寨为唇齿，没有攻下。1224年十月，率兵至陵井，派兵叩寨门，假称纳粮，守兵没发觉，门开，就进入乱杀，金军溃散，其酋长逃到石家昂，于是平定陵井寨。1225年二月，清泉寨酋长王壳降蒙古，石家昂也降蒙古。
1227年五月，有人夜间把太原东门打开迎接武仙，武仙率兵入城，哈剌拔都与他鏖战。武仙大军到达，诸将从城外喊道：“攸哈剌拔都，你当出向！”哈剌拔都说：“真定史天倪，平阳李守忠，隰州田雄，都失守了，我又放弃太原，将有何面目见大汗和国王！家属任你们所俘虏，哈剌拔都誓与太原城同存亡。”于是阵亡。
成吉思汗以其子年幼，命其表弟王七十恢复太原路。1229年，攻凤翔府，王七十中炮而死。哈剌拔都长子忙兀台，嗣任镇守太原。